# Katedra św. Mateusza Apostoła w Waszyngtonie
Katedra św. Mateusza Apostoła w Waszyngtonie (ang. Cathedral of Saint Matthew the Apostle in Washington) jest kościołem arcybiskupim archidiecezji Waszyngton w Stanach Zjednoczonych. Świątynia została zbudowana w stylu neoromańsko-bizantyjskim w latach 1893–1913. Mieści się przy Rhode Island Avenue. Katedra znajduje się na liście National Register of Historic Places.